# Diplacanthopoma kreffti
Diplacanthopoma kreffti är en fiskart som beskrevs av Cohen och Nielsen 2002. Diplacanthopoma kreffti ingår i släktet Diplacanthopoma och familjen Bythitidae. Inga underarter finns listade i Catalogue of Life.